# Desastre aéreo com o Alianza Lima em 1987
O Desastre aéreo com o Alianza Lima ocorreu em 8 de dezembro de 1987, quando um avião Fokker F27 (prefixo AE-560) caiu no mar, entre o distrito de Ventanilla e a cidade de Callao, no Peru. 43 pessoas morreram no acidente, entre elas os jogadores e a comissão técnica do Alianza Lima. Apenas o piloto sobreviveu.

## O acidente
Em 1987, o Alianza Lima liderava a classificação do Campeonato Peruano antes do acidente. Em 7 de dezembro, o time viajou para Pucallpa, onde enfrentaria o Deportivo, e sairia vitorioso por 1 a 0.
A volta daria-se no dia seguinte, num avião Fokker F27 de propriedade da Marinha peruana, mas a aeronave caiu no mar, a poucos quilômetros do Aeroporto Internacional Jorge Chávez, no distrito de Ventanilla. Com o impacto, o avião se partiu e a fuselagem afundou. Todos os jogadores e comissão técnica do Alianza morreram na hora, além de oito líderes de torcida, do árbitro Miguel Piña e de dois oficiais da Marinha. Apenas o tenente Edilberto Villar Molina, que pilotava o avião, sobreviveu ao sinistro - houve boatos de que Alfredo Tomassini (um dos jogadores que morreram) teria sobrevivido.
Completamente esfacelado, o Alianza recorreu a jogadores da base, tirou da aposentadoria os ídolos Teófilo Cubillas (contratado como jogador e treinador) e César Cueto, que haviam parado de jogar, além de atletas emprestados pelo Colo-Colo no encerramento do Campeonato, perdendo o título para o Universitario. O acidente repercutiu fora do Peru: Bobby Charlton, ex-jogador do Manchester United e sobrevivente ao Desastre aéreo de Munique, em 1958, lamentou a tragédia; já o Peñarol jogou a Copa Intercontinental com tarjas pretas em sinal de solidariedade ao time peruano.

## A cerimônia de despedida
Na cerimônia de despedida das vítimas do acidente, a bola usada no jogo contra o Deportivo Pucallpa, que fora resgatada dos destroços do avião, foi exposta para os cidadãos presentes no velório. Pouco depois, o Alianza disputaria um amistoso contra o Independiente (Argentina), que venceria o jogo por 2 a 1. José Velásquez marcou o gol dos peruanos, causando um momento de emoção no Estádio Alejandro Villanueva.
Em meio ao luto no qual o Peru estava mergulhado, torcedores e jogadores do Alianza e familiares das vítimas dirigiam-se às praias para que o mar devolvesse os corpos. Vários meios de comunicação deram a notícia, e milhares de pessoas prestaram homenagem aos mortos. O então presidente peruano Alan García e o cardeal Juan Landázuri Ricketts manifestaram seu apoio ao Alianza, declarando-se torcedores da equipe.
Juan Reynoso, à época com 17 anos e iniciante no futebol, foi um dos atletas que participaram da partida contra o Deportivo Pucallpa, tendo se lesionado durante o jogo. Ele acabaria não sendo liberado para viajar com os companheiros de time.

## As vítimas do acidente

### Jogadores
- Carlos "Pacho" Bustamante
- José Casanova
- Milton Cavero
- Aldo Chamochumbi
- Luis Antonio Escobar
- Tomás "Pechito" Farfán
- José González Ganoza
- Ignacio Garretón
- William "Willy" León
- José Mendoza
- Gino Peña
- Daniel Reyes
- César Sussoni
- Braulio "Tejadita" Tejada
- Alfredo Tomassini
- Johnny Watson

### Comissão técnica
- Marcos Calderón (treinador)
- Andrés Chunga (auxiliar-técnico)
- Washington Gómez (funcionário)
- Santiago Miranda (chefe da delegação)
- Rolando Galvez Niño (preparador físico)

### Outros
- Quatro membros da comissão técnica e outros diretores
- Oito líderes de torcida
- Miguel Piña (árbitro)
- Dois oficiais da Marinha peruana

### Sobrevivente
- Edilberto Villar Molina (piloto)